# Ivan Ružić
Ivan Ružić (Hreljin kod Bakra, 1849. – Zagreb, 22. siječnja 1915.), hrvatski odvjetnik, pravaški političar starčevićanac, katolički aktivist i dobrotvor. Mlađi je brat hrvatskog kožarskog obrtnika, veleposjednika, tvorničara i kućevlasnika, kulturnog djelatnika i političkog radnika, gradonačelnika i istaknutog hrvatskog rodoljuba Gjure Ružića.

## Životopis

### Školovanje i rad
Dr. Ivan Ružić školovao se u Senju, Zagrebu i Rijeci. U tim je trima gradovima pohađao srednju školu. Nakon toga je studirao pravo u Parizu, Heidelbergu i Berlinu. U Beču je doktorirao pravo. Kvalitetno obrazovanje omogućio mu je brat Gjuro koji je ga cijelo vrijeme financijski podupirao. 1873. bio je odvjetnički perovođa, redovni član Narodne čitaonice Riečke. Od 1874. radio je za Hrvatsku bansku vladu na mjerama za sustavno promicanje gospodarstva u Hrvatskoj. Od 1876. radi kao odvjetnik i javni bilježnik u Bjelovaru, gdje je bio i posjednikom u turističkom sektoru. Nakon toga se preselio u Sušak i Zagreb,  gdje je radio kao javni branitelj. 
Kao vrsnog stručnjaka iz područja gospodarstva, hrvatski ban Ivan Mažuranić pozvao ga je 1874. u povjerenstvo stručnjaka i upravnih vještaka, koje je imalo za zadaću predlagati mjere za sustavno promicati gospodarske grane u Hrvatskoj. 
Za boravka na Sušaku 1888. postao je predsjednikom Primorskog planinarskog društva. Četiri godine poslije uređivao je dvojezični (hrvatsko-talijanski) politički list Kvarner/Il Quarnero.
Bio je 1894. zastupnik koprivničkog kotara u Hrvatskom saboru. U svojem političkom i društvenom djelovanju tijekom života bio je jedan od većih financijera izgradnje Starčevićeva doma te dioničar tvornice cikorije Franck. Također se je istaknuo kao katolički laik, posebno kao sudionik Prvoga hrvatskog katoličkog sastanka, održana u Zagrebu, 1900. godine. Ivanov brat Gjuro tih godina nije bio zadovoljan političkim potezima svog mlađeg brata.
Bio je vlasnikom i izdavačem dnevnog lista, glasila Stranke prava Hrvatske domovine. Osnovao je i uređivao list Hrvatski narod. Oba lista pokrenuo je nakon raskola u Stranci prava. 
Nakon što su Vladimir Vidrić i drugi đaci prosvjedno spalili mađarsku zastavu, na suđenju studenoga 1895. godine branili su ih Ivan Ružić i ugledni zagrebački odvjetnici Marijan Derenčin, August Harambašić, Kornitzer, M. Petračić, Franko Potočnjak, Šime Mazzura i Mile Starčević. 

### Ostavština
Hrvatsku kulturu veliki skupljač umjetnina Ivan Ružić trajno je zadužio jednim velikim poklonom od 33 slike i jednim Medulićevim crtežom.Strossmayerovoj galeriji umjetnina, (to je po mišljenju Račkoga bio najvrjedniji dar Strossmayerovoj galeriji). Ivan Ružić bio je pasionirani ljubitelj umjetnosti, tako da je za svojih čestih boravaka u Italiji nakupovao je znatan broj slika.
Dr. Ivan Ružić sahranjen je 23. siječnja 1915., na zagrebačkom groblju Mirogoj.

## Djela
(izbor)
- rasprava O staroj i novoj postojbini Hrvata
- ocjena Derenčinovog kaznenog zakona
- veliku studiju o slavenskoj komparativnoj povijesti s naročitim obzirom na hrvatski pravnu povijest
- studija o talijanskom pravu
- mnoštvo gospodarskih članaka